# Alsószabados
Alsószabados (1899-ig Alsó-Volya, szlovákul: Nižná Voľa) község Szlovákiában, az Eperjesi kerület Bártfai járásában.

## Fekvése
Bártfától 12 km-re délkeletre, a Szekcső-patak és a Tapoly között fekszik.

## Története
A 18. század végén Vályi András így ír róla: „Alsó, és Felső Orosz Volya. Két faluk Sáros Vármeg. földes Urok Bártfa Városa, lakosaik többfélék, fekszenek Szebenhez nem meszsze, Alsó Volya a’ Felsőnek filiája; földgyeik nem igen termékenyek, piatzok közel van, Felső Volyának réttye nem nagy, de fája, és legelője elég van.”
Fényes Elek 1851-ben kiadott geográfiai szótárában így ír a faluról: „Volya (Alsó) , Sáros v. tót-orosz f. Bártfához délkeletre, 1 1/2 mfld. 92 romai, 141 gör. kath., 52 evang., 5 zsidó lak. F. u. Bártfa város.”
A trianoni diktátum előtt Sáros vármegye Bártfai járásához tartozott.

## Népessége
| Év:            | 1994. | 2004.    | 2014.   | 2024.   |
| -------------- | ----- | -------- | ------- | ------- |
| Emberek száma: | 270   | 298      | 288     | 269     |
| Eltérés:       |       | +10,37 % | -3,35 % | -6,59 % |

| Év:            | 2023. | 2024. |
| -------------- | ----- | ----- |
| Emberek száma: | 269   | 269   |
| Eltérés:       |       | +0 %  |

1910-ben 200, túlnyomórészt szlovák anyanyelvű lakosa volt.
2001-ben 292 szlovák lakosa volt.
2011-ben 283 lakosa volt, ebből 278 szlovák volt.